# Okres Bácsalmás
Okres Bácsalmás (maďarsky Bácsalmási járás) je okres v Maďarsku v župě Bács-Kiskun. Jeho správním centrem je město Bácsalmás.

## Poloha okresu
Okres leží v jižní části župy Bács-Kiskun. Na jihu sousedí se Srbskem a dále s okresy Baja, Jánoshalma a Kiskunhalas.

## Sídla
V okrese se nachází celkem 10 měst a obcí
Města
- Bácsalmás

Městyse
- Bácsbokod

Obce
- Bácsborsód
- Bácsszőlős
- Csikéria
- Katymár
- Kunbaja
- Madaras
- Mátételke
- Tataháza